# Branko Lustig
Branko Lustig (Osijek, 10 giugno 1932 – Zagabria, 14 novembre 2019) è stato un produttore cinematografico croato.

## Biografia
Lustig nacque a Osijek da una famiglia ebrea. Durante la seconda guerra mondiale, Lustig fu deportato insieme alla sua famiglia ad Auschwitz e poi a Bergen-Belsen: molti suoi parenti, tra cui suo padre, perirono nei campi di sterminio. Quando Lustig fu liberato dalla prigionia, era arrivato a pesare poco meno di 30 chilogrammi, dichiarando di essere sopravvissuto grazie all'aiuto di un soldato tedesco che aveva conosciuto suo padre.

### Carriera nel cinema
Lustig iniziò la sua carriera cinematografica nel 1955 come assistente alla regia presso la Jadran Film a Zagabria.
Trasferitosi negli Stati Uniti nel 1988 per dedicarsi attivamente alla produzione, Lustig vinse per ben due volte il premio Oscar per il miglior film grazie a Schindler's List di Steven Spielberg e a Il gladiatore di Ridley Scott.
A proposito del suo primo Oscar, il 22 luglio 2015, Lusting si recò a Gerusalamme da Yad Vashem e alla presenza di Liat Benhabib, direttrice del Visual Center, e del direttore del Memoriale Avner Shalev, consegnò uno dei due Oscar ricevuti nella sua carriera, il più significativo per Yad Vashem, l'Oscar per il film Schindler's List. Branko Lustig nell'occasione dichiarò: «Sono molto onorato, sento che questo è il luogo più opportuno per l'Oscar».

### Morte
Lustig è morto il 14 novembre 2019, all'età di 87 anni, a Zagabria, città in cui si era stabilito negli ultimi anni della sua vita e dove era stato insignito con la cittadinanza onoraria nel maggio del 2019.

## Filmografia
- Sotto massima sorveglianza (Wedlock), regia di Lewis Teague (1991)
- Schindler's List - La lista di Schindler (Schindler's List), regia di Steven Spielberg (1993)
- The Peacemaker, regia di Mimi Leder (1997)
- Il gladiatore (Gladiator), regia di Ridley Scott (2000)
- Hannibal, regia di Ridley Scott (2001)
- Black Hawk Down - Black Hawk abbattuto (Black Hawk Down), regia di Ridley Scott (2001)
- Le crociate - Kingdom of Heaven (Kingdom of Heaven), regia di Ridley Scott (2005)
- Un'ottima annata - A Good Year (A Good Year), regia di Ridley Scott (2006)
- American Gangster, regia di Ridley Scott (2007)